# Spodnja Kanomlja
Spodnja Kanomlja este o localitate din comuna Idrija, Slovenia, cu o populație de 253 de locuitori.